# Ronel Van Wyk
Ronel Van Wyk, née le 19 août 1978 à Bloemfontein, est une coureuse cycliste sud-africaine.

## Palmarès continental et national
- 1998
  - 3e du championnat d'Afrique du Sud sur route
- 1999
  -  Championne d'Afrique du Sud sur route
  -  Championne d'Afrique du Sud du contre-la-montre
- 2000
  -  Championne d'Afrique du Sud du contre-la-montre
  - 2e du championnat d'Afrique du Sud sur route
- 2001
  -  Championne d'Afrique du Sud du contre-la-montre
  - 2e du championnat d'Afrique du Sud sur route
- 2002
  -  Championne d'Afrique du Sud du contre-la-montre
  - 2e du championnat d'Afrique du Sud sur route
- 2003
  -  Championne d'Afrique du Sud du contre-la-montre
  - 2e du championnat d'Afrique du Sud sur route
- 2004
  - 2e du championnat d'Afrique du Sud sur route
  - 3e du championnat d'Afrique du Sud du contre-la-montre
- 2005
  -  Championne d'Afrique du Sud sur route
  - 2e du championnat d'Afrique du Sud du contre-la-montre
- 2006
  -  Médaillée d'argent de la course en ligne du championnat d'Afrique
  -  Médaillée d'argent du contre-la-montre du championnat d'Afrique
- 2007
  -  Championne d'Afrique du Sud sur route
  -  Championne d'Afrique du Sud du contre-la-montre